# Lívia Kuľková
Lívia Kuľková (* 17. August 1995 in Bardejov) ist eine slowakische Fußballnationalspielerin.

## Karriere

### Im Verein
Kuľková startete ihre Karriere beim ŠK Štich Humenné und rückte hier am 24. August 2011 in die Seniorenmannschaft auf. Anschließend wechselte sie im Juni 2012 in die A-Jugend von ŠK Partizán Bardejov, wo sie im Januar 2013 in die erste Mannschaft aufrückte.

### Nationalmannschaft
Kuľková war U-19 Nationalspielerin, bevor sie im Januar 2014 ihr A-Länderspieldebüt gab. Seither gehört sie zum Stammkader der Slowakei.